# Władztwo administracyjne
Władztwo administracyjne – zdolność organu administracji publicznej do jednostronnego kształtowania sytuacji prawnej podmiotu administrowanego.
Konstrukcja tego władztwa opiera się na nierównorzędności podmiotów, wyrażającej się w możliwości kształtowania przez organ administracji publicznej sytuacji drugiego podmiotu, niezależnie od jego woli, ale zgodnie z prawem przedmiotowym. (Jan Boć)
Administracja publiczna działając w imieniu państwa, może korzystać z przymusu państwowego i dysponować władztwem administracyjnym. W państwie prawnym możliwość ta wynika z samego prawa, a nie jest „przedprawną” cechą administracji publicznej, do której mają się dostosowywać regulacje prawne. Władztwo administracji publicznej istnieje, dlatego że tak postanowiło państwo w wydanych przez siebie normach i jest zawsze określone przez przepisy prawa.